# أبو أحمد (فلم)
أبو أحمد هو فيلم مصري عرض عام 1960، بطولة فريد شوقي ومريم فخر الدين ومحمود المليجي، ومن إخراج حسن رضا.

## قصة الفيلم
في ميناء الإسكندرية، يعمل الأسطى جاد فوق إحدى المراكب الميكانيكية، يدبر جاد حادثًا للسفينة يؤخذ على أنه قضاء وقدر. يتم تعيين أبو أحمد رئيس العمال بدلًا من جاد الذي كان ينتظر الوظيفة. يشعر أبو أحمد بالسعادة وينقل الخير لزوجته أمينة التي ترغب في طفل بعد طول انتظار، يقرر جاد الانتقام.

## طاقم التمثيل
- فريد شوقي: (أبو أحمد)
- مريم فخر الدين: (أمينة)
- محمود المليجي: (الأسطى جاد)
- علوية جميل: (والدة أبو أحمد)
- عمر الحريري: (رمزي)
- آمال فريد: (نعيمة)
- محمد توفيق: (ماندو)
- سلوى محمود: (وزة)
- محمود عزمي: (قاسم)
- رياض القصبجي: (قرني)
- سعيد خليل: (ضابط مباحث)
- سامية رشدي: (أم قاسم)
- جمالات زايد: (الداية)
- علي رشدي: (طبيب)
- عبد الغني النجدي: (دجال في زي سيدة)
- محمد رضا: (وكيل النيابة)
- عبد الحميد بدوي: (محضر)
- عدوي غيث: (طبيب)
- محمد شوقي: (مجذوب)
- إبراهيم حشمت: (المحامي)
- سميحة محمد: (من زبائن الدجال)
- ماري باي باي: (من زبائن الدجال)
- لطفي عبد الحميد: (من أتباع الدجال)
- الشيخ أمين: (مطرب شعبي)
- حلال عليه: (الراقص بالسلاح الأبيض)

## فريق العمل
- إخراج: حسن رضا
- قصة: فريد شوقي
- سيناريو: عبد الحي أديب
- حوار: محمد أبو يوسف
- مدير التصوير: كمال كريم
- مونتاج: حسين عفيفي
- إنتاج: أفلام حلمي رفلة
- موسيقى تصويرية: فؤاد الظاهري
- توزيع: دولار فيلم